# A9高速公路 (葡萄牙)
A9高速公路（葡萄牙語：A9），又稱里斯本外環公路（Circular Regional Exterior de Lisboa，簡稱CREL），是一條圍繞葡萄牙首都里斯本的高速公路，呈弧形，南起國家體育場，東至阿爾韋卡止，全長35.7公里。
全線六線行車，設有八處交流道和兩個服務站。1994年至1995年分段通車。